# Белиця (Західнопоморське воєводство)
Белиця (пол. Bielica) — село в Польщі, у гміні Білий Бур Щецинецького повіту Західнопоморського воєводства.
Населення — 109 осіб (2011).
У 1975-1998 роках село належало до Кошалінського воєводства.

## Демографія
Демографічна структура станом на 31 березня 2011 року:
|          | Загалом | Допрацездатний вік | Працездатний вік | Постпрацездатний вік |
| -------- | ------- | ------------------ | ---------------- | -------------------- |
| Чоловіки | 59      | 9                  | 43               | 7                    |
| Жінки    | 50      | 7                  | 29               | 14                   |
| Разом    | 109     | 16                 | 72               | 21                   |